# Каденца
Каденца је хармонска веза два или три акорда различитих функција, којом се завршава (заокружује) ток музичке мисли. Може бити:
Каденце делимо на аутентичну, плагалну, полукаденцу, варљиву каденцу и проширену каденцу.
1. Аутентична каденца је веза D - Т, тј. V -I или VII - I
  - Потпуна аутентична каденца је веза S -D - Т, тј. IV -V -I или II - V -I
  - Непотпуна
  - Савршена
2. Плагална (црквена) каденца је веза S- Т, тј. IV - I или II -I, која се ретко користи у пракси
3. Полукаденца, која је комбинација ступњева, има завршетак на D, тј.I -V или IV - V. Она је врло чудна, јер мисао која се овако заврши делује као недовршена.
4. Варљива каденца је веза V - VI. Зове се „варљива“ јер се очекује веза V - I. Овде VI ступањ има тоничну функцију - јавља се уместо I ступња, као његов заменик. Варљива каденца никад није крај реченице, већ само варљиви застанак.
5. Проширена каденца настаје комбинацијом варљиве и потпуне аутентичне каденце. Нпр. V - VI + IV -V -I = проширена каденца.[1]